# ایگرمانت، ات-مارنه
ایگرمانت، ات-مارنه (به فرانسوی: Aigremont, Haute-Marne) یک کمون در فرانسه است که در Canton of Bourbonne-les-Bains واقع شده‌است.

## خصوصیات
ایگرمانت ۴٫۸۷ کیلومترمربع مساحت و ۲۳ نفر جمعیت دارد و ۴۳۰ متر بالاتر از سطح دریا واقع شده‌است.